# Agorius
Agorius Thorell, 1877 è un genere di ragni appartenente alla famiglia Salticidae.

## Caratteristiche
Gli esemplari di entrambi i sessi sono lunghi fra i 6 e gli 8 millimetri. Le specie di questo genere possono essere confuse con alcune del genere Myrmarachne, molto somiglianti nell'aspetto. Se ne distinguono perché Agorius non possiede grandi cheliceri e predilige il sottobosco della foresta pluviale.

## Distribuzione
Le 10 specie note di questo genere sono diffuse nelle Filippine e in Indonesia, in particolare sono stati rinvenuti esemplari nella Nuova Guinea, Borneo, Sumatra, Celebes, Giava e Singapore.

## Tassonomia
Per quasi un secolo a questo genere non erano state attribuite nuove specie, quando nel 2001 e nel 2003 ne sono state scoperte 2 e altre tre nel 2009, la qual cosa induce a pensare che ve ne debbano essere ancora altre in procinto di venire descritte.
Di Agorius borneensis, A. formicinus e A. semirufus sono noti solo esemplari maschili, mentre di A. cinctus e A. gracilipes esclusivamente esemplari femminili.
Vi sono delle specie non ancora classificate ma probabilmente riconducibili a questo genere che sono state scoperte in Malaysia e nello Stato di Sabah.
A maggio 2010, si compone di 10 specie:
- Agorius baloghi Szűts, 2003 — Nuova Guinea, Nuova Britannia
- Agorius borneensis Edmunds & Prószynski, 2001 — Borneo
- Agorius cinctus Simon, 1901 — Giava, Lombok (Indonesia)
- Agorius constrictus Simon, 1901 — Singapore
- Agorius formicinus Simon, 1903 — Sumatra
- Agorius gracilipes Thorell, 1877[3] — Celebes
- Agorius kerinci Prószynski, 2009 — Sumatra
- Agorius lindu Prószynski, 2009 — Celebes
- Agorius saaristoi Prószynski, 2009 — Borneo
- Agorius semirufus Simon, 1901 — Filippine